# Rehab (canción de Rihanna)
«Rehab» —en español: ‘Rehabilitación’— es una canción pop y R&B de la cantante barbadense Rihanna, incluida en su tercer álbum de estudio, Good Girl Gone Bad, y lanzada como octavo sencillo oficial.
La canción, que habla de una chica que quiere rehabilitarse tras haber perdido a su amor, recibió colaboraciones por parte de Justin Timberlake y Timbaland, quienes cantan en el coro de la canción.

## Antecedentes
"Rehab" se produjo después de que Rihanna estaba siguiendo Timbaland en su gira con Justin Timberlake en los Estados Unidos en el 2007. Durante este tiempo Rihanna y Timberlake comenzaron a colaborar en el tiempo de la canción. Poco después, Timberlake volvió al estudio con Rihanna en Nueva York, afirmando que quería escribir una canción para ella. Timbaland comenzado a contribuir al registro con un ritmo propio y que faculta a la canción "Rehab". Timberlake escribió la letra de la canción en su cabeza y no en papel. Rihanna dijo que la canción se terminó cuando Timberlake entró en el locutorio y la cantó. Ella dijo que ella estaba en esa etapa del desarrollo de la canción. Ella, Timberlake y Timbaland fueron todos muy impresionados y agregaron la canción.
Durante la grabación de "Rehab" en 2007 en los Estudios Roc The Mic en Nueva York, Rihanna tomó el control de la forma en que sonaba en el expediente con confianza. En declaraciones a Nick Levine de Digital Spy, explicó: "Entré en la música de estudio para hacer mi camino y me encontré a la vez." Ella dijo que le gustaba y aprendí mucho de su tiempo en el estudio, dijo: "Trabajar con Justin en el estudio es simplemente genial, es un tipo divertido y le gusta hacer todas las sesiones agradables. También es un genio cuando se trata de letras." Rihanna le dijo a la revista Teen Vogue que "Rehab", junto con "Hate That I Love You" fueron sus temas favoritos en Good Girl Gone Bad. La canción fue una de las tres canciones que fueron producidas por Timbaland para el álbum.
En declaraciones a la revista Entertainment Weekly, Rihanna explica la inspiración detrás de la canción: "Rehab" es una canción metafórica de rehabilitación en realidad sólo significa que tenemos que superar al hombre. Así que hablamos de nosotros mismos comprobarlo en rehabilitación, lo que significa que tenemos que conseguir más de él. Y se compara el tipo a una enfermedad o una adicción. Sólo estamos diciendo: No queremos a fumar algún cigarrillo no más, lo que significa que no quieren hacer frente a esta basura más." La actriz estadounidense Kim Kardashian, de acuerdo con la explicación de Rihanna de la canción diciendo que cualquier chica que haya pasado por una ruptura debe escuchar a la misma. Mientras que Bill Lamb de About.com resumió su inspiración lírica como acerca de una ruptura molida hacia arriba.

## Crítica
La canción ha recibido buenas críticas mixtas de los críticos. Bill Lamb de About.com no estaba impresionado con la canción, llamándola "un poco decepcionante ..." Rehab "simplemente suena muy parecido a "What Goes Around... Part 2."
La revista Entertainment Weekly dio a la canción una revisión negativa, afirmando que su "triste sufre una sobredosis de melodrama midtempo."
Pitchfork Media lo llamó una entrada "ligero pero sólido en la rápida expansión de catálogo Timbalake", aunque consideró que "es difícil no especular cómo puede ser que suene si Timberlake cantó toda la cosa y no sólo las voces de fondo. Su falsete está perfectamente equipado para transmitir la pista y un sentimiento jumbroso, lamentable. Rihanna, mientras tanto ... no tanto ".
La revista Billboard dio a la canción una crítica positiva, afirmando: "Si bien Rehab ha sido siempre un punto culminante en el álbum. Dicho esto, no hay duda que Rihanna quiere escupir fuego en el cartas y esta no será la excepción, con su voz de Slinky, fondo Timberlake y producción asistidas lleno de tensión, contraste con cuerdas y guitarras. Otra entrada final que la radio. Asegúrese de mostrar el amor, sin signos de quemaduras, sin embargo, una palabra para la etiqueta.

## Rendimiento en listas
"Rehab" hizo su primer impacto en las listas de pop de Billboard, entrando en el número 73 la semana de éxitos del 18 de octubre de 2008, y subió al número 19. La canción durante cinco semanas en el burbujear debajo de Hot R&B/Hip-Hop Songs en septiembre de 2007 y alcanzó el puesto número 8. En cuanto al tema del 8 de noviembre, el sencillo debutó en el número 20 en el Bubbling Under Hot 100 Singles y alcanzó el número 10 de esta tabla. Oficialmente debutó en el Billboard Hot 100 en el número 91, pasando a un máximo de 18 para la expedición de fecha 3 de enero de 2009, convirtiéndose en el séptimo sencillo en llegar al Top 20 en el "Billboard Hot 100" de Good Girl Gone Bad, y también por lo que es su decimocuarto éxito del Top 40 global. También en la lista Hot R&B/Hip-Hop Songs debutó en el número 89 y desde entonces ha subido al número 52. Es el octavo sencillo de Good Girl Gone Bad para entrar en la tabla, para la venta de 700.000 descargas. 
"Rehab" debutó en el #24 en la tabla de Nueva Zelanda RIANZ y se trasladó a #19 la semana siguiente, dando a Rihanna su séptimo sencillo consecutivo top 20 desde Good Girl Gone Bad. Desde entonces se ha enarbolado en #12 y fue certificado Oro tras doce semanas vendiendo más de 7.500 ejemplares. En Australia, "Rehab" debutó en el #62 en las listas ARIA Singles basado en las descargas y aumentado desde entonces a #26. 
Pese a no haberse confirmado la liberación física, el 23 de noviembre de 2008, la canción entró en el UK Singles Chart en el #51 en descargas solo y subió a un máximo de #16. A pesar de ser la segunda más baja de Rihanna (el más bajo de Good Girl Gone Bad) cartografía única en el Reino Unido, que marcó su 12 consecutiva top 20 en el país. Se pasó dieciséis semanas en el Top 100 del UK Singles Chart antes de la deserción. En suma, de acuerdo a la compañía The Official UK Charts Company, «Rehab» ha vendido alrededor de 160 mil copias en el Reino Unido.
En Canadá debutó #56 en el Canadian Hot 100 con base en las descargas y subió al #37 la semana siguiente. Alcanzó el puesto #19. El sencillo estuvo 243 semanas en listas.

## Video musical

### Desarrollo
Rihanna filmó el video musical de "Rehab" con Justin Timberlake en el Vasquez Rocks Park, en las afueras de Los Ángeles, California el 22 de octubre de 2008. Fue dirigido por Anthony Mandler, y los tiros de fragmentos del video se filtró en el mismo día. Mandler ha dirigido muchos de los videos musicales de Rihanna, entre ellos: "Disturbia" y "Unfaithful". A raíz de las imágenes del vídeo se dispararon fugas en Internet, a continuación, la novia de Timberlake, y la actriz estadounidense, Jessica Biel estaba molesto al parecer con Timberlake por la química sexual que él y Rihanna estaban compartiendo en el vídeo. Tim Nixon de The Sun estuvo de acuerdo, diciendo: "El video no puede ser fácil para Chris Brown y Jessica Biel de ver. La química al rojo vivo entre sus respectivos socios Rihanna y Justin Timberlake, el video de las estrellas del pop debe ser difícil de digerir." En declaraciones a Access Hollywood, Timberlake se describe con la experiencia de rodar el video: "Llegué y yo era como realmente soy el hombre en el video. El hombre en el video, así que tuve que darles todas las inseguridades sobre eso, pero sí tuvimos una?.. muy bien, hemos metido la pata en torno a la sesión de la mayor parte del tiempo." Comenzó a impactar las estaciones de televisión de la música en los Estados Unidos el 10 de noviembre de 2008. El video se estrenó oficialmente en todo el mundo en MTV el 17 de noviembre de 2008.

### Sinopsis

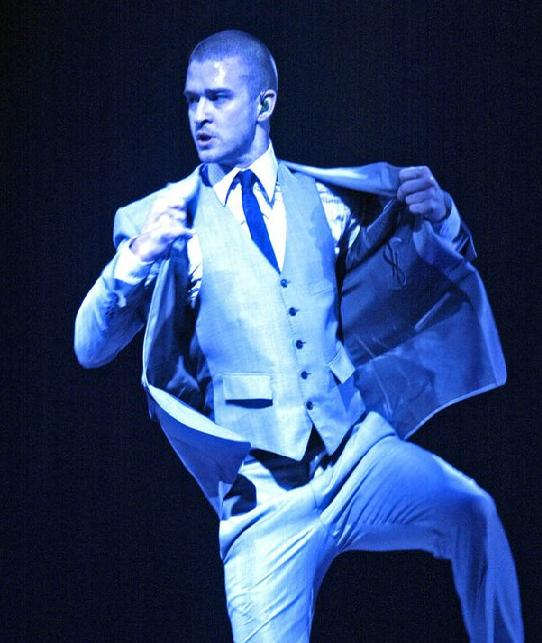
El cantante Justin Timberlake participa en el video de "Rehab".

Rihanna y Justin Timberlake, de pie en una escena del video musical de "Rehab". En el video musical, Rihanna se viste de una manera escasamente vestidas con medias de red haciendo pilates contra un coche descapotable en un desierto. Timberlake, a continuación, llega en una motocicleta en una chaqueta de cuero y jeans negro, se desabrocha la ducha en el agua de color rosa y refrescarse del calor del desierto antes de saludar a Rihanna en su corriente de aire del remolque. La pareja entonces se conoce de cerca y personales en el capó de un coche de época. En otras escenas Timberlake y Rihanna aparecen frente a su remolque con una guitarra, juega en una máquina de pinball, y establece en un cohete gigante mientras sigue tocando la guitarra. En las principales escenas del video musical, Rihanna luce un pasado de moda, de talle alto traje de baño verde que recuerda los estilos de época de calzones como fondos. En otras escenas, lleva un abrigo de varios colores, aretes metálicos y un sombrero recatada red con stilletos plata. Si bien recostado sobre una hamaca que se considera el uso se rinde y un par de gafas de sol estilo años 40. Timberlake y Rihanna varían sus posturas a través del vídeo de ser sensual a la defensiva. Jennifer Clad de E! Online dijo que durante el video de Rihanna y Timberlake se puede ver dando unos a otros ojos del sexo.

## Premios y nominaciones
| Año  | Ceremonia          | Premio           | Resultado |
| ---- | ------------------ | ---------------- | --------- |
| 2009 | Urban Music Awards | Best Music Video | Ganó      |

## Formatos
iTunes Single
1. "Rehab" (Main version) — 4:54
2. "Rehab" (Instrumental) — 4:54

UK iTunes Single
1. "Rehab" (Live version) — 4:46
2. "Rehab" (Music video) — 4:45

Promotional CD
1. "Rehab" (Main version) — 4:54
2. "Rehab" (Radio edit) — 4:05
3. "Rehab" (Instrumental) — 4:54

## Listas y certificaciones
| Lista                              | Posición más alta |
| ---------------------------------- | ----------------- |
| Australian ARIA Chart              | 26                |
| Austrian Singles Chart             | 9                 |
| Bulgaria Singles Chart             | 3                 |
| Canadian Hot 100                   | 19                |
| Dannish Singles Chart              | 16                |
| Denmark Singles Chart              | 16                |
| Dutch Top 40                       | 3                 |
| German Singles Chart               | 4                 |
| Irish Singles Chart                | 22                |
| Italian Singles Chart              | 21                |
| Brazil Top 20                      | 3                 |
| New Zeland Singles Chart           | 12                |
| Norwegian Singles Chart            | 4                 |
| Romanian Singles Chart             | 4                 |
| Swedish Singles Chart              | 28                |
| Swiss Singles Chart                | 13                |
| UK Singles Chart                   | 16                |
| UK R&B Chart                       | 7                 |
| US Billboard Hot 100               | 18                |
| US Billboard Hot R&B/Hip-Hop Songs | 52                |
| US Billboard Pop Songs             | 17                |
| US Billboard Radio Songs           | 29                |
| US Billboard Digital Songs         | 18                |
| US Billboard Ringtones             | 23                |
| iLikes Libraries: Most Added       | 22                |
| iLikes Profiles: Most Added        | 17                |
| Portugal top 40                    | 5                 |

| 2008                     |     |
| Australian Urban Singles | 40  |
| 2009                     |     |
| European Hot 100         | 93  |
| UK Singles Chart         | 139 |
| Canadian Hot 100         | 89  |
| Dutch Top 40             | 44  |
| Austrian Singles Chart   | 74  |
| Swiss Singles Chart      | 65  |
| Brazilian Hot 100        | 49  |

| País           | Certificación | Ventas Certificadas | Ref.  |
| -------------- | ------------- | ------------------- | ----- |
| Dinamarca      | Oro           | 15 000              | [ 5 ] |
| Estados Unidos | 2× Platino    | 2 000 000           | [ 6 ] |
| Nueva Zelanda  | Oro           | 7500                | [ 7 ] |
| Reino Unido    | Plata         | 200 000             | [ 8 ] |

## Radiodifusión
| País           | Fecha                |
| -------------- | -------------------- |
| Estados Unidos | 7 de octubre de 2008 |

| País   | Fecha                   | Formato          |
| ------ | ----------------------- | ---------------- |
| Italia | 10 de diciembre de 2008 | Descarga digital |
| Europa | 9 de enero de 2009      | Sencillo en CD   |